# Rivalità

Rivalità (littéralement « rivalité »), également connu comme Médico condotto) est un film-mélodrame italien sorti en 1953. Écrit, produit et supervisé par Roberto Rossellini, il a marqué les débuts de Giuliano Biagetti,,. Le film a été tourné à Castiglione della Pescaia.

## Synopsis
Un jeune docteur débute dans un village où tout est bien en place et où les personnes de tout rang, à commencer par le maire et le médecin implanté de vieille date font obstacle aux initiatives du jeune médecin.

## Fiche technique
- Titre : Rivalità
- Réalisation : Giuliano Biagetti
- Scénario : Roberto Rossellini, Antonio Pietrangeli
- Musique : Roman Vlad
- Photographie :	Augusto Tiezzi
- Durée : 94 min
- Langue : italien[6]

## Distribution
- Marco Vicario : Dr Roberto Ferrero
- Franca Marzi : Franca
- Giovanna Ralli : Luisa
- Saro Urzì : le maire
- Edoardo Toniolo : M. Fauci
- Pietro Tordi : M. Silvestri